# I, Frankenstein
I, Frankenstein là một phim hành động-kinh dị của Mỹ-Úc năm 2014 do Stuart Beattie đạo diễn kiêm viết kịch bản, dựa trên tiểu thuyết đồ họa của Kevin Grevioux. Do Tom Rosenberg, Gary Lucchesi, Richard Wright, Andrew Mason và Sidney Kimmel sản xuất, phim có sự tham gia của Aaron Eckhart, Bill Nighy, Yvonne Strahovski, Miranda Otto và Jai Courtney.